# Polycaena lua
Polycaena lua is een vlindersoort uit de familie van de prachtvlinders (Riodinidae), onderfamilie Nemeobiinae.
Polycaena lua werd in 1891 beschreven door Grum-Grshima�lo.